# Včela medonosná tmavá
Včela medonosná tmavá (Apis mellifera mellifera, také středoevropská, angl. European dark bee) je poddruh včely medonosné, původní podruh v Evropě. Pochází z oblastí severní a západní Evropy, severně od Karpat a Alp, přes Skandinávii až po Ural. S rozvojem včelařství byla nahrazena jinými poddruhy s požadovanými vlastnostmi, což vedlo k jejímu vytěsnění či hybridizaci s jinými šlechtitelskými liniemi.

## Vlastnosti
Vyznačuje se tmavou, šedou nebo hnědou barvou. Na pláství jsou extrémně pohyblivé, při prohlídce úlu většina včel uteče na spodní část rámku, čímž vznikají tzv. „vousy včel na rámku“. Mají mnohem kratší jazyk (sosák) než jiné medonosné včely. Jsou odolné vůči nepříznivým podmínkám a dobře zvládají i dlouhé zimy. Mohou létat v zatažených dnech a při nízkých teplotách. Jsou známé svým silným tmelením propolisem. Mohou být velmi agresivní. Tyto včely mají pomalý jarní rozvoj, využívají především pozdní snůškové období a horlivě sbírají medovici. Nevýhodou tohoto druhu, z pohledu včelařů, je jeho vysoká rojivost a nízký medný výnos.

## Charakter a chování
výhody:
- snadno snáší zimu,

- jsou odolné vůči nemocem,
- snadno se množí a sílí,
- potřebuji málo zásob,
- intenzivně sbírají pyl,
- neloupí.

Nevýhody:
- nízká medná výnosnost,
- mají krátký jazyk - neumí sbírat nektar z některých druhů květů,
- jsou agresivnější,
- jsou silně rojivé,
- mají pomalý rozvoj,
- špatně se brání loupežím.